# Autoserica umbugwensis
Autoserica umbugwensis är en skalbaggsart som beskrevs av Moser 1917. Autoserica umbugwensis ingår i släktet Autoserica och familjen Melolonthidae. Inga underarter finns listade.